# El dragón de la maldad contra el santo guerrero
El dragón de la maldad contra el santo guerrero (en portugués: O Dragão da Maldade contra o Santo Guerreiro), también conocida como Antonio Das Mortes es una película brasileña de 1969 escrita y dirigida por Glauber Rocha. Presenta el regreso del personaje Antonio das Mortes, ahora como protagonista, nuevamente interpretado por Maurício do Valle. El título original es una referencia al cuento de San Jorge y el Dragón.
Es la cuarta película dirigida por Glauber Rocha y es la secuela de Dios y el diablo en la tierra del sol.
Antonio das Mortes, es destinado a aplastar a una comunidad de campesinos guiados por una "santa". Apresado ante la realidad actual del sertón y la imagen fantástica del pasado, vive una suerte de crisis moral entre el poder y los oprimidos.

## Trama
En el Nortedeste de Brasil. Un grupo de campesinos reunidos en torno a Doña Santa (Rosa María Penna), una figura espiritual femenina, se unen en la veneración de San Jorge con una oscura figura llamada Coirana (Lorival Pariz). Coirana afirma haber reiniciado el cangaço y busca vengarse de Lampião y otros mártires cangaceiros, presentando el cuento de San Jorge y el Dragón en un contexto contemporáneo de conflicto de clases. Amenazan el pueblo de Jardim de Piranhas gobernado por el coronel Horácio (Joffre Soares), un viejo ciego terrateniente admirador de Getúlio Vargas casado con la más joven y atractiva Laura (Odete Lara). El Dr. Mattos (Hugo Carvana), el corrupto jefe de policía del pueblo, contrata a Antônio das Mortes para eliminar a Coirana, tras combatir con el lo hiere gravemente. Pero tras ver la realidad de los campesinos Antônio se arrepiente de trabajar para el coronel, por lo que exige que distribuya los alimentos almacenados al campesinado. El coronel rechaza las exigencias de  Antônio y envía a Mata Vaca (Vinicius Salvatori) a matarlo. Pero Antônio con la ayuda de su amigo "Profesor" (Othon Bastos) mata a Mata Vaca y sus acompañantes. El coronel es asesinado por Antão (Mário Gusmão), el ayudante de Laura en una escena que recuerda la iconografía de San Jorge matando al Dragón. La película termina con Antônio  caminando y reflexionando sobre la lucha.

## Elenco
- Mauricio do Valle - Antônio das Mortes
- Odete Lara - Laura
- Othón Bastos - Profesor
- Hugo Carvana - Dr. Mattos
- Joffre Soares - Coronel Horacio
- Lorival Pariz - Coirana
- Rosa María Peña - Doña Santa
- Vinícius Salvatori - Mata Vaca
- Mário Gusmão - Antão
- Emmanuel Cavalcanti - Sacerdote
- Santi Scaldaferri - Batista
- Conceição Senna - Camarera
- Pablo Lima

## Premios
Rocha ganó el premio al Mejor Director en el Festival de Cine de Cannes de 1969. 